# Charles Martique
Charles François Martique (également écrit Martigue et Marticq), né le 10 avril 1777 à Versailles et mort le 23 mars 1825 à Château-Thierry, est un militaire français.

## Biographie
Il entre dans la carrière militaire le 10 août 1786, à l'âge de neuf ans, en tant que cadet dans le régiment des Gardes Suisses.
Après le licenciement de son régiment en 1792, il entre comme cavalier au 7e régiment de hussards avec lequel il effectue les campagnes de 1793 et de 1794. En 1794, il est promu sous-lieutenant et passe au 2e régiment de hussards, avant d'être muté peu après au 4e régiment de chasseurs à cheval, où il est promu lieutenant, puis capitaine, puis chef d'escadron. En 1797, il passe au 11e régiment de hussards avec ce dernier grade. Il se distingue à la bataille de Schwitz, lors de la défense de Gênes.
Décoré de la Légion d'honneur en 1804, il fait les campagnes en Italie jusqu'en 1808, avant d'être promu, l'année suivante, major au 30e régiment de dragons, avec lequel il fait la campagne d'Allemagne et d'Autriche.
En 1813, il est fait chevalier de l'Empire. Il est nommé colonel au 23e régiment de dragons, devient officier de la Légion d'honneur et participe à la campagne de Saxe. Il est blessé de deux coups de lance à la bataille de Neustadt, dans le Palatinat.
Lors de la Première Restauration, il est fait chevalier de l’ordre royal et militaire de Saint-Louis. Pendant les Cent-Jours, il est promu colonel et prend la tête du 3e régiment de chevau-légers lanciers, avec lequel il se couvre de gloire lors de la bataille de Mont-Saint-Jean. Il est à nouveau blessé de deux coups de lance. Il meurt le 23 mars 1825 à Château-Thierry.